# Lizbeth Salazar
Lizbeth Yareli Salazar Vazquez (* 8. Dezember 1996 in Culiacán) ist eine ehemalige mexikanische Radsportlerin, die Rennen auf Bahn und Straße bestritt.

## Sportliche Laufbahn
Seit 2015 ist Lizbeth Salazar international im Radsport aktiv, ihre Erfolge errang sie vorrangig auf der Bahn. 2015 errang sie gemeinsam mit Sofía Arreola, Ingrid Drexel und Mayra Rocha bei den Panamerikaspielen in der Mannschaftsverfolgung eine Bronzemedaille. Im Jahr darauf wurde sie dreifache nationale Meisterin.
2018 war Salazar bei internationalen Bahnwettbewerben auf dem amerikanischen Kontinent erfolgreich: Sie wurde mit Jessica Bonilla Panamerikameisterin im Zweier-Mannschaftsfahren und errang jeweils Silber im Omnium und in der Mannschaftsverfolgung. Bei den Zentralamerika- und Karibikspielen gewann sie vier Medaillen, zwei silberne und zwei bronzene. 2019 gewann sie auf der Bahn jeweils die Silbermedaille im Omnium bei den Panamerikaspielen sowie bei den Panamerikameisterschaften im Scratch und im Zweier-Mannschaftsfahren (mit Jessica Bonilla).
Auf der Straße belegte Salazar bei den Panamerikaspielen 2019 in Straßenrennen und Einzelzeitfahren jeweils den dritten Platz. 2020 gewann sie eine Etappe der Setmana Ciclista Valenciana, und 2021 wurde sie mexikanische Meisterin im Straßenrennen. 2022 beendete sie ihre Radsportlaufbahn.

## Erfolge

### Bahn
2015
- Panamerikaspiele – Mannschaftsverfolgung (mit Sofía Arreola, Ingrid Drexel und Mayra Rocha)

2017
- Mexikanische Meisterin – Scratch, Omnium, Zweier-Mannschaftsfahren (mit Mariana Valadez)

2018
- Panamerikameisterin – Zweier-Mannschaftsfahren (mit Jessica Bonilla)
- Panamerikameisterschaft – Omnium, Mannschaftsverfolgung (mit Brenda Santoyo, Jessica Bonilla Escapite und Ana Casas)
- Zentralamerika- und Karibikspiele 2018 – Scratch, Zweier-Mannschaftsfahren (mit Sofía Arreola)
- Zentralamerika- und Karibikspiele 2018 – Omnium, Mannschaftsverfolgung (mit Jessica Bonilla, Sofía Arreola und Ana Casas)
- Mexikanische Meisterin – Punktefahren, Zweier-Mannschaftsfahren (mit Sofía Arreola)

2019
- Panamerikaspiele – Omnium
- Panamerikameisterschaft – Scratch, Zweier-Mannschaftsfahren (mit Jessica Bonilla)
- Mexikanische Meisterin – Omnium, Zweier-Mannschaftsfahren (mit Jessica Bonilla)

2020
- Mexikanische Meisterin – Omnium, Punktefahren, Ausscheidungsfahren

2023
- Panamerikameisterin – Zweier-Mannschaftsfahren (mit Antonieta Gaxiola)
- Panamerikameisterschaft – Mannschaftsverfolgung (mit Sofía Arreola, Antonieta Gaxiola, Victoria Velasco und Yareli Acevedo)
- Zentralamerika- und Karibikspielesieger – Zweier-Mannschaftsfahren (mit Antonieta Gaxiola), Mannschaftsverfolgung (mit Antonieta Gaxiola, Yareli Acevedo und Victoria Velasco)
- Panamerikaspiele – Zweier-Mannschaftsfahren (mit Antonieta Gaxiola), Mannschaftsverfolgung (mit Yareli Acevedo, Victoria Velasco und Antonieta Gaxiola )

2024
- Panamerikameisterschaft – Mannschaftsverfolgung (mit Yareli Acevedo, Antonieta Gaxiola und Victoria Velasco)

### Straße
2019
- Panamerikaspiele – Straßenrennen, Einzelzeitfahren

2020
- eine Etappe Setmana Ciclista Valenciana

2021
- Mexikanische Meisterin – Straßenrennen